# Liga Asobal 2012-13
La Liga ASOBAL 2012-13 tuvo el mismo sistema de competición que las anteriores temporadas, contando con 16 equipos enfrentados todos contra todos a doble vuelta. Las equipos ascendidos esta temporada fueron el ARS Palma del Río, que debutó en la máxima categoría del balonmano español, después de ascender de forma directa, y el Frigoríficos Morrazo Cangas, que volvía a la Liga ASOBAL después de dos temporadas, tras imponerse en la fase de ascenso. 
El 2 de julio de 2012 el CBM Torrevieja confirmó su renuncia a su plaza en la categoría por su mala situación económica. El primer equipo al que correspondió el derecho de aceptar la plaza fue al BM Antequera, pero debido a su desaparición este derecho pasó al Alser Puerto Sagunto, que aceptó la plaza y volvió a la Liga ASOBAL después de su descenso. A mediados del mes de julio la Sociedad Deportiva Cultural San Antonio anunció su decisión de renunciar a competir en esta categoría dada la imposibilidad de afrontar sus gastos económicos con garantías, por lo que su plaza la ocupó el BM Villa de Aranda, que debutó en la máxima categoría.
El título lo revalidó el FC Barcelona Intersport, que solo cedió una derrota en toda la temporada. Además del Barcelona, se clasificaron para la Liga de Campeones de la EHF el segundo y tercer clasificados, el BM Atlético de Madrid y el Naturhouse La Rioja.

## Equipos
| Equipo                      | Entrenador             | Ciudad            | Pabellón                           | Aforo  | Marca    | Patrocinador             |
| --------------------------- | ---------------------- | ----------------- | ---------------------------------- | ------ | -------- | ------------------------ |
| Academia Octavio            | Enrique Domínguez      | Vigo              | Pabellón de As Travesas            | 3.500  | Hummel   |                          |
| ARS Palma del Río           | César Montes           | Palma del Río     | Polideportivo Municipal El Pandero | 1.500  | Hummel   | Cajasol                  |
| BM Aragón                   | Mariano Ortega         | Zaragoza          | Pabellón Príncipe Felipe           | 12.000 | Kempa    |                          |
| BM Atlético de Madrid       | Talant Dujshebaev      | Madrid            | Palacio de Vistalegre              | 15.000 | Kempa    |                          |
| BM Huesca                   | José Francisco Nolasco | Huesca            | Palacio Municipal de Huesca        | 5.500  | Rasán    | Obearagón                |
| BM Villa de Aranda          | Magí Serra             | Aranda de Duero   | Pabellón Príncipe de Asturias      | 3.000  | Elements | Autocares Bayo           |
| Cuatro Rayas Valladolid     | Juan Carlos Pastor     | Valladolid        | Polideportivo Huerta del Rey       | 3.502  | Hummel   | Cuatro Rayas             |
| FC Barcelona Intersport     | Xavi Pascual           | Barcelona         | Palau Blaugrana                    | 7.500  | Nike     | Intersport               |
| Fertiberia Puerto Sagunto   | Vicent Nogués          | Sagunto           | Pabellón Municipal de Internúcleos | 2.500  | Rasán    | Fertiberia               |
| Fraikin BM Granollers       | Toni García            | Granollers        | Palau d'Esports de Granollers      | 5.685  | Kempa    | Fraikin                  |
| Frigoríficos Morrazo Cangas | Víctor García Pillo    | Cangas de Morrazo | Municipal O Gatañal                | 3.000  | Hummel   | Frigoríficos del Morrazo |
| GlobalCaja Ciudad Encantada | "Zupo" Equisoain       | Cuenca            | Municipal El Sargal                | 1.900  | Elements | GlobalCaja               |
| Helvetia Anaitasuna         | Aitor Etxaburu         | Pamplona          | Pabellón Anaitasuna                | 2.500  | Salming  | Helvetia Seguros         |
| Naturhouse La Rioja         | Javier "Jota" González | Logroño           | Palacio de los Deportes            | 3.851  | Mercury  | Naturhouse               |
| Quabit BM Guadalajara       | Mateo Garralda         | Guadalajara       | Multiusos de Guadalajara           | 5.894  | Rasán    | Quabit                   |
| Reale Ademar León           | Manolo Cadenas         | León              | Palacio Municipal de Deportes      | 6.000  | Joma     | Reale                    |

### Equipos por comunidades autónomas
| Comunidad autónoma   | N.º | Equipos                                                         |
| -------------------- | --- | --------------------------------------------------------------- |
| Castilla y León      | 3   | Reale Ademar León, Cuatro Rayas Valladolid y BM Villa de Aranda |
| Aragón               | 2   | BM Aragón y BM Huesca                                           |
| Cataluña             | 2   | FC Barcelona Intersport y Fraikin BM Granollers                 |
| Castilla-La Mancha   | 2   | GlobalCaja Ciudad Encantada y Quabit BM Guadalajara             |
| Galicia              | 2   | Academia Octavio y Frigoríficos Morrazo Cangas                  |
| Andalucía            | 1   | ARS Palma del Río                                               |
| Comunidad de Madrid  | 1   | BM Atlético de Madrid                                           |
| Comunidad Valenciana | 1   | Fertiberia Puerto Sagunto                                       |
| La Rioja             | 1   | Naturhouse La Rioja                                             |
| Navarra              | 1   | Helvetia Anaitasuna                                             |

## Clasificación
| Pos | Equipo                          | J  | G  | E | P  | GF   | GC  | Dif  | Pts |
| --- | ------------------------------- | -- | -- | - | -- | ---- | --- | ---- | --- |
| 1   | FC Barcelona Intersport (C)     | 30 | 29 | 0 | 1  | 1019 | 679 | +340 | 58  |
| 2   | BM Atlético de Madrid           | 30 | 24 | 1 | 5  | 916  | 791 | +125 | 49  |
| 3   | Naturhouse La Rioja             | 30 | 20 | 2 | 8  | 880  | 821 | +59  | 42  |
| 4   | Reale Ademar León               | 30 | 18 | 2 | 10 | 834  | 763 | +71  | 38  |
| 5   | BM Aragón                       | 30 | 18 | 2 | 10 | 906  | 870 | +36  | 38  |
| 6   | Fraikin BM Granollers           | 30 | 15 | 3 | 12 | 820  | 795 | +25  | 33  |
| 7   | Helvetia Anaitasuna Pamplona    | 30 | 13 | 4 | 13 | 801  | 810 | -9   | 30  |
| 8   | BM Huesca                       | 30 | 12 | 4 | 14 | 822  | 824 | -2   | 28  |
| 9   | Fertiberia Puerto Sagunto       | 30 | 11 | 3 | 16 | 738  | 822 | -84  | 25  |
| 10  | GlobalCaja Ciudad Encantada     | 30 | 11 | 3 | 16 | 789  | 821 | -32  | 25  |
| 11  | C.B. Villa de Aranda (A)        | 30 | 9  | 4 | 17 | 755  | 820 | -65  | 22  |
| 12  | Cuatro Rayas Valladolid         | 30 | 10 | 2 | 18 | 780  | 850 | -70  | 22  |
| 13  | Quabit BM Guadalajara           | 30 | 9  | 2 | 19 | 795  | 861 | -66  | 20  |
| 14  | Frigoríficos Morrazo Cangas (A) | 30 | 9  | 1 | 20 | 761  | 862 | -101 | 19  |
| 15  | S.D. Academia Octavio Vigo      | 30 | 8  | 3 | 19 | 801  | 906 | -105 | 19  |
| 16  | ARS Palma del Río (A)           | 30 | 5  | 2 | 23 | 744  | 866 | -122 | 12  |

|  | EHF Champions League               |
|  | EHF European Cup                   |
|  | Descenso a División de Honor Plata |
|  | (C) Campeón Liga 2012              |
|  | (A) Ascendidos 2012                |

- Nota: Ascienden de División de Honor Plata: Juanfersa Gijón[5] y Ángel Ximénez Puente Genil.[6]

## Resultados
Los horarios corresponden a la CET (Hora Central Europea) UTC+1 en horario estándar y UTC+2 en horario de verano.
| Fraikin BM Granollers       | 26 - 26 | Academia Octavio            | 7 de septiembre  | 20:45 |             |
| BM Huesca                   | 22 - 20 | Alser Puerto Sagunto        | 7 de septiembre  | 21:00 |             |
| Reale Ademar León           | 30 - 26 | Quabit BM Guadalajara       | 8 de septiembre  | 18:00 |             |
| GlobalCaja Ciudad Encantada | 31 - 25 | Frigoríficos Morrazo Cangas | 8 de septiembre  | 18:30 |             |
| BM Aragón                   | 28 - 27 | ARS Palma del Río           | 8 de septiembre  | 19:00 |             |
| Cuatro Rayas Valladolid     | 28 - 30 | BM Villa de Aranda          | 8 de septiembre  | 20:00 |             |
| FC Barcelona Intersport     | 26 - 19 | Helvetia Anaitasuna         | 11 de septiembre | 18:00 | Sportmanía  |
| BM Atlético de Madrid       | 31 - 23 | Naturhouse La Rioja         | 12 de septiembre | 20:30 | Teledeporte |

| Academia Octavio            | 27 - 35 | BM Aragón                   | 14 de septiembre | 20:45 |             |
| BM Villa de Aranda          | 29 - 31 | GlobalCaja Ciudad Encantada | 15 de septiembre | 18:00 |             |
| Quabit BM Guadalajara       | 27 - 33 | BM Atlético de Madrid       | 15 de septiembre | 18:30 | Sportmanía  |
| Alser Puerto Sagunto        | 30 - 23 | Fraikin BM Granollers       | 15 de septiembre | 18:30 |             |
| Frigoríficos Morrazo Cangas | 21 - 20 | BM Huesca                   | 15 de septiembre | 18:30 |             |
| ARS Palma del Río           | 28 - 40 | FC Barcelona Intersport     | 15 de septiembre | 19:30 |             |
| Helvetia Anaitasuna         | 30 - 34 | Reale Ademar León           | 16 de septiembre | 12:00 |             |
| Naturhouse La Rioja         | 32 - 18 | Cuatro Rayas Valladolid     | 16 de septiembre | 20:00 | Teledeporte |

| FC Barcelona Intersport | 36 - 21 | Academia Octavio            | 21 de septiembre | 20:30 | Barça TV    |
| BM Aragón               | 33 - 22 | Alser Puerto Sagunto        | 21 de septiembre | 20:45 |             |
| Fraikin BM Granollers   | 26 - 20 | Frigoríficos Morrazo Cangas | 21 de septiembre | 20:45 |             |
| BM Huesca               | 29 - 25 | BM Villa de Aranda          | 21 de septiembre | 21:00 |             |
| Reale Ademar León       | 32 - 18 | ARS Palma del Río           | 22 de septiembre | 18:00 |             |
| Cuatro Rayas Valladolid | 27 - 28 | GlobalCaja Ciudad Encantada | 22 de septiembre | 18:30 | Sportmanía  |
| Naturhouse La Rioja     | 26 - 25 | Quabit BM Guadalajara       | 22 de septiembre | 20:00 |             |
| BM Atlético de Madrid   | 36 - 31 | Helvetia Anaitasuna         | 23 de septiembre | 12:00 | Teledeporte |

| ARS Palma del Río           | 28 - 32 | BM Atlético de Madrid   | 26 de septiembre | 20:45 |             |
| Academia Octavio            | 22 - 22 | Reale Ademar León       | 26 de septiembre | 20:45 |             |
| Quabit BM Guadalajara       | 31 - 29 | Cuatro Rayas Valladolid | 29 de septiembre | 18:00 |             |
| Frigoríficos Morrazo Cangas | 25 - 32 | BM Aragón               | 29 de septiembre | 18:30 |             |
| GlobalCaja Ciudad Encantada | 30 - 30 | BM Huesca               | 29 de septiembre | 18:30 |             |
| Helvetia Anaitasuna         | 23 - 27 | Naturhouse La Rioja     | 29 de septiembre | 18:30 | Sportmanía  |
| BM Villa de Aranda          | 31 - 26 | Fraikin BM Granollers   | 29 de septiembre | 19:00 |             |
| Alser Puerto Sagunto        | 15 - 34 | FC Barcelona Intersport | 30 de septiembre | 20:00 | Teledeporte |

| FC Barcelona Intersport | 40 - 25 | Frigoríficos Morrazo Cangas | 2 de octubre | 18:30 |             |
| BM Atlético de Madrid   | 28 - 25 | Academia Octavio            | 2 de octubre | 20:00 |             |
| Reale Ademar León       | 36 - 26 | Alser Puerto Sagunto        | 3 de octubre | 20:45 |             |
| Cuatro Rayas Valladolid | 26 - 34 | BM Huesca                   | 6 de octubre | 18:30 | Sportmanía  |
| BM Aragón               | 20 - 22 | BM Villa de Aranda          | 6 de octubre | 19:00 |             |
| Naturhouse La Rioja     | 33 - 27 | ARS Palma del Río           | 6 de octubre | 20:00 |             |
| Quabit BM Guadalajara   | 25 - 22 | Helvetia Anaitasuna         | 6 de octubre | 20:15 |             |
| Fraikin BM Granollers   | 22 - 26 | GlobalCaja Ciudad Encantada | 7 de octubre | 17:15 | Teledeporte |

| Fertiberia Puerto Sagunto   | 29 - 31 | BM Atlético de Madrid   | 10 de octubre | 20:30 | Teledeporte |
| BM Villa de Aranda          | 19 - 31 | FC Barcelona Intersport | 10 de octubre | 20:30 |             |
| Frigoríficos Morrazo Cangas | 29 - 28 | Reale Ademar León       | 10 de octubre | 20:45 |             |
| Academia Octavio            | 33 - 31 | Naturhouse La Rioja     | 12 de octubre | 18:00 |             |
| GlobalCaja Ciudad Encantada | 24 - 26 | BM Aragón               | 13 de octubre | 18:30 | Sportmanía  |
| ARS Palma del Río           | 28 - 26 | Quabit BM Guadalajara   | 13 de octubre | 19:00 |             |
| BM Huesca                   | 24 - 25 | Fraikin BM Granollers   | 13 de octubre | 20:15 |             |
| Helvetia Anaitasuna         | 29 - 29 | Cuatro Rayas Valladolid | 14 de octubre | 12:30 |             |

| FC Barcelona Intersport | 38 - 24 | GlobalCaja Ciudad Encantada | 16 de octubre | 20:30 |             |
| Reale Ademar León       | 35 - 21 | BM Villa de Aranda          | 17 de octubre | 20:45 |             |
| BM Aragón               | 24 - 29 | BM Huesca                   | 20 de octubre | 18:30 | Sportmanía  |
| Helvetia Anaitasuna     | 29 - 25 | ARS Palma del Río           | 20 de octubre | 19:30 |             |
| Naturhouse La Rioja     | 34 - 19 | Fertiberia Puerto Sagunto   | 20 de octubre | 20:00 |             |
| Cuatro Rayas Valladolid | 25 - 23 | Fraikin BM Granollers       | 20 de octubre | 20:00 |             |
| BM Atlético de Madrid   | 34 - 13 | Frigoríficos Morrazo Cangas | 21 de octubre | 12:30 |             |
| Quabit BM Guadalajara   | 25 - 24 | Academia Octavio            | 21 de octubre | 16:00 | Teledeporte |

| Academia Octavio            | 28 - 38 | Helvetia Anaitasuna     | 26 de octubre | 20:45 |             |
| Fertiberia Puerto Sagunto   | 29 - 23 | Quabit BM Guadalajara   | 27 de octubre | 18:15 | Nou Dos     |
| Frigoríficos Morrazo Cangas | 30 - 31 | Naturhouse La Rioja     | 27 de octubre | 18:30 |             |
| GlobalCaja Ciudad Encantada | 30 - 26 | Reale Ademar León       | 27 de octubre | 18:30 | Sportmanía  |
| ARS Palma del Río           | 25 - 26 | Cuatro Rayas Valladolid | 27 de octubre | 19:00 |             |
| BM Villa de Aranda          | 25 - 30 | BM Atlético de Madrid   | 27 de octubre | 19:00 |             |
| BM Huesca                   | 25 - 30 | FC Barcelona Intersport | 27 de octubre | 20:15 |             |
| Fraikin BM Granollers       | 34 - 28 | BM Aragón               | 28 de octubre | 18:00 | Teledeporte |

| ARS Palma del Río       | 26 - 24 | Academia Octavio            | 10 de noviembre | 18:00 |             |
| Reale Ademar León       | 28 - 25 | BM Huesca                   | 10 de noviembre | 18:00 |             |
| FC Barcelona Intersport | 31 - 24 | Fraikin BM Granollers       | 10 de noviembre | 18:30 | Sportmanía  |
| Naturhouse La Rioja     | 28 - 23 | BM Villa de Aranda          | 10 de noviembre | 20:00 |             |
| Cuatro Rayas Valladolid | 31 - 36 | BM Aragón                   | 10 de noviembre | 20:00 |             |
| Helvetia Anaitasuna     | 28 - 20 | Fertiberia Puerto Sagunto   | 11 de noviembre | 12:30 |             |
| Quabit BM Guadalajara   | 35 - 25 | Frigoríficos Morrazo Cangas | 11 de noviembre | 13:00 |             |
| BM Atlético de Madrid   | 32 - 25 | GlobalCaja Ciudad Encantada | 11 de noviembre | 17:30 | Teledeporte |

| BM Aragón                   | 24 - 32 | FC Barcelona Intersport | 13 de noviembre | 20:30 | Sportmanía  |
| Fraikin BM Granollers       | 32 - 25 | Reale Ademar León       | 13 de noviembre | 21:00 | Teledeporte |
| Academia Octavio            | 25 - 23 | Cuatro Rayas Valladolid | 16 de noviembre | 20:45 |             |
| Fertiberia Puerto Sagunto   | 23 - 22 | ARS Palma del Río       | 17 de noviembre | 18:30 |             |
| Frigoríficos Morrazo Cangas | 23 - 20 | Helvetia Anaitasuna     | 17 de noviembre | 18:30 |             |
| GlobalCaja Ciudad Encantada | 27 - 25 | Naturhouse La Rioja     | 17 de noviembre | 18:30 |             |
| BM Villa de Aranda          | 30 - 31 | Quabit BM Guadalajara   | 17 de noviembre | 19:00 |             |
| BM Huesca                   | 25 - 27 | BM Atlético de Madrid   | 17 de noviembre | 20:15 |             |

| Reale Ademar León       | 20 - 18 | BM Aragón                   | 19 de noviembre | 20:30 |             |
| Naturhouse La Rioja     | 30 - 26 | BM Huesca                   | 20 de noviembre | 20:45 |             |
| Cuatro Rayas Valladolid | 15 - 31 | FC Barcelona Intersport     | 21 de noviembre | 20:30 |             |
| BM Atlético de Madrid   | 30 - 26 | Fraikin BM Granollers       | 21 de noviembre | 20:30 | Teledeporte |
| Academia Octavio        | 34 - 34 | Fertiberia Puerto Sagunto   | 23 de noviembre | 20:45 |             |
| ARS Palma del Río       | 31 - 27 | Frigoríficos Morrazo Cangas | 24 de noviembre | 18:00 |             |
| Quabit BM Guadalajara   | 31 - 34 | GlobalCaja Ciudad Encantada | 25 de noviembre | 12:00 | Sportmanía  |
| Helvetia Anaitasuna     | 23 - 23 | BM V. Aranda Autocares Bayo | 25 de noviembre | 12:30 |             |

| FC Barcelona Intersport     | 33 - 19 | Reale Ademar León       | 27 de noviembre | 21:00 | Teledeporte |
| BM Aragón                   | 24 - 24 | BM Atlético de Madrid   | 28 de noviembre | 20:30 | Sportmanía  |
| Fraikin BM Granollers       | 25 - 25 | Naturhouse La Rioja     | 28 de noviembre | 20:45 |             |
| BM Huesca                   | 28 - 28 | Quabit BM Guadalajara   | 30 de noviembre | 21:00 |             |
| Fertiberia Puerto Sagunto   | 30 - 23 | Cuatro Rayas Valladolid | 1 de diciembre  | 18:00 |             |
| GlobalCaja Ciudad Encantada | 23 - 26 | Helvetia Anaitasuna     | 1 de diciembre  | 18:30 |             |
| Frigoríficos Morrazo Cangas | 28 - 26 | Academia Octavio        | 1 de diciembre  | 18:30 |             |
| BM V. Aranda Autocares Bayo | 28 - 26 | ARS Palma del Río       | 1 de diciembre  | 19:00 |             |

| Cuatro Rayas Valladolid   | 21 - 28 | Reale Ademar León           | 8 de diciembre | 17:00 | Sportmanía  |
| ARS Palma del Río         | 23 - 30 | GlobalCaja Ciudad Encantada | 8 de diciembre | 18:00 |             |
| Academia Octavio          | 29 - 28 | BM V. Aranda Autocares Bayo | 8 de diciembre | 18:00 |             |
| Quabit BM Guadalajara     | 32 - 28 | Fraikin BM Granollers       | 8 de diciembre | 18:00 |             |
| Fertiberia Puerto Sagunto | 30 - 29 | Frigoríficos Morrazo Cangas | 8 de diciembre | 18:30 |             |
| Helvetia Anaitasuna       | 29 - 25 | BM Huesca                   | 8 de diciembre | 19:30 |             |
| Naturhouse La Rioja       | 27 - 26 | BM Aragón                   | 8 de diciembre | 20:00 |             |
| BM Atlético de Madrid     | 22 - 25 | FC Barcelona Intersport     | 9 de diciembre | 13:00 | Teledeporte |

| Reale Ademar León           | 28 - 29 | BM Atlético de Madrid       | 12 de diciembre | 20:30 | Sportmanía  |
| Cuatro Rayas Valladolid     | 31 - 25 | Frigoríficos Morrazo Cangas | 12 de diciembre | 20:30 |             |
| BM V. Aranda Autocares Bayo | 28 - 26 | Fertiberia Puerto Sagunto   | 12 de diciembre | 20:30 |             |
| GlobalCaja Ciudad Encantada | 27 - 33 | Academia Octavio            | 12 de diciembre | 20:30 |             |
| Fraikin BM Granollers       | 26 - 26 | Helvetia Anaitasuna         | 12 de diciembre | 20:45 |             |
| BM Aragón                   | 34 - 31 | Quabit BM Guadalajara       | 12 de diciembre | 20:45 |             |
| BM Huesca                   | 28 - 28 | ARS Palma del Río           | 12 de diciembre | 21:00 |             |
| FC Barcelona Intersport     | 35 - 20 | Naturhouse La Rioja         | 12 de diciembre | 21:00 | Teledeporte |

| Fertiberia Puerto Sagunto   | 24 - 24 | GlobalCaja Ciudad Encantada | 15 de diciembre | 18:00 | Nou Dos     |
| ARS Palma del Río           | 21 - 26 | Fraikin BM Granollers       | 15 de diciembre | 18:00 |             |
| Frigoríficos Morrazo Cangas | 31 - 29 | BM V. Aranda Autocares Bayo | 15 de diciembre | 18:30 |             |
| Quabit BM Guadalajara       | 22 - 34 | FC Barcelona Intersport     | 15 de diciembre | 18:30 | Sportmanía  |
| Academia Octavio            | 33 - 40 | BM Huesca                   | 15 de diciembre | 19:30 |             |
| Naturhouse La Rioja         | 25 - 31 | Reale Ademar León           | 15 de diciembre | 20:00 |             |
| Helvetia Anaitasuna         | 30 - 29 | BM Aragón                   | 16 de diciembre | 12:30 |             |
| BM Atlético de Madrid       | 32 - 28 | Cuatro Rayas Valladolid     | 16 de diciembre | 19:30 | Teledeporte |

| Academia Octavio            | 25 - 41 | Fraikin BM Granollers       | 1 de febrero | 20:45 |             |
| Fertiberia Puerto Sagunto   | 28 - 26 | BM Huesca                   | 2 de febrero | 18:00 |             |
| ARS Palma del Río           | 28 - 34 | BM Aragón                   | 2 de febrero | 18:00 |             |
| Naturhouse La Rioja         | 31 - 30 | BM Atlético de Madrid       | 2 de febrero | 18:30 | Sportmanía  |
| Frigoríficos Morrazo Cangas | 24 - 23 | GlobalCaja Ciudad Encantada | 2 de febrero | 18:30 |             |
| BM V. Aranda Autocares Bayo | 26 - 22 | Cuatro Rayas Valladolid     | 2 de febrero | 19:00 |             |
| Helvetia Anaitasuna         | 19 - 39 | FC Barcelona Intersport     | 2 de febrero | 19:30 |             |
| Quabit BM Guadalajara       | 24 - 29 | Reale Ademar León           | 3 de febrero | 17:00 | Teledeporte |

| FC Barcelona Intersport     | 41 - 20 | ARS Palma del Río           | 5 de febrero | 20:30 |             |
| Cuatro Rayas Valladolid     | 23 - 31 | Naturhouse La Rioja         | 6 de febrero | 20:30 |             |
| Reale Ademar León           | 29 - 23 | Helvetia Anaitasuna         | 6 de febrero | 20:45 |             |
| BM Atlético de Madrid       | 35 - 23 | Quabit BM Guadalajara       | 6 de febrero | 21:00 | Teledeporte |
| Fraikin BM Granollers       | 25 - 24 | Fertiberia Puerto Sagunto   | 8 de febrero | 20:45 |             |
| BM Huesca                   | 25 - 21 | Frigoríficos Morrazo Cangas | 8 de febrero | 21:00 |             |
| GlobalCaja Ciudad Encantada | 22 - 22 | BM V. Aranda Autocares Bayo | 9 de febrero | 18:30 | Sportmanía  |
| BM Aragón                   | 34 - 26 | Academia Octavio            | 9 de febrero | 19:00 |             |

| Academia Octavio            | 26 - 38 | FC Barcelona Intersport | 12 de febrero | 20:30 | Sportmanía  |
| Helvetia Anaitasuna         | 23 - 27 | BM Atlético de Madrid   | 13 de febrero | 20:00 |             |
| Quabit BM Guadalajara       | 26 - 30 | Naturhouse La Rioja     | 13 de febrero | 21:00 | Teledeporte |
| Fertiberia Puerto Sagunto   | 29 - 34 | BM Aragón               | 16 de febrero | 17:30 |             |
| ARS Palma del Río           | 17 - 22 | Reale Ademar León       | 16 de febrero | 18:00 |             |
| GlobalCaja Ciudad Encantada | 26 - 30 | Cuatro Rayas Valladolid | 16 de febrero | 18:30 |             |
| Frigoríficos Morrazo Cangas | 31 - 35 | Fraikin BM Granollers   | 16 de febrero | 18:30 |             |
| BM V. Aranda Autocares Bayo | 22 - 22 | BM Huesca               | 16 de febrero | 19:00 |             |

| BM Atlético de Madrid   | 29 - 25 | ARS Palma del Río           | 19 de febrero | 20:00 |             |
| Naturhouse La Rioja     | 27 - 27 | Helvetia Anaitasuna         | 20 de febrero | 20:30 | Sportmanía  |
| Reale Ademar León       | 35 - 25 | Academia Octavio            | 20 de febrero | 20:45 |             |
| BM Huesca               | 28 - 21 | GlobalCaja Ciudad Encantada | 22 de febrero | 21:00 |             |
| FC Barcelona Intersport | 33 - 17 | Fertiberia Puerto Sagunto   | 23 de febrero | 18:30 |             |
| Cuatro Rayas Valladolid | 32 - 28 | Quabit BM Guadalajara       | 23 de febrero | 20:00 |             |
| BM Aragón               | 33 - 28 | Frigoríficos Morrazo Cangas | 23 de febrero | 20:30 |             |
| Fraikin BM Granollers   | 27 - 22 | BM V. Aranda Autocares Bayo | 24 de febrero | 17:00 | Teledeporte |

| BM Huesca                   | 32 - 25 | Cuatro Rayas Valladolid | 1 de marzo | 21:00 |             |
| ARS Palma del Río           | 25 - 30 | Naturhouse La Rioja     | 2 de marzo | 18:00 |             |
| Academia Octavio            | 32 - 38 | BM Atlético de Madrid   | 2 de marzo | 18:30 | Sportmanía  |
| Fertiberia Puerto Sagunto   | 23 - 30 | Reale Ademar León       | 2 de marzo | 18:30 |             |
| Frigoríficos Morrazo Cangas | 27 - 35 | FC Barcelona Intersport | 2 de marzo | 18:30 |             |
| BM V. Aranda Autocares Bayo | 26 - 26 | BM Aragón               | 2 de marzo | 19:00 |             |
| GlobalCaja Ciudad Encantada | 21 - 24 | Fraikin BM Granollers   | 2 de marzo | 19:15 | Teledeporte |
| Helvetia Anaitasuna         | 27 - 24 | Quabit BM Guadalajara   | 3 de marzo | 12:30 |             |

| Naturhouse La Rioja     | 29 - 21 | Academia Octavio            | 6 de marzo  | 20:45 |             |
| Fraikin BM Granollers   | 30 - 31 | BM Huesca                   | 8 de marzo  | 20:45 |             |
| Quabit BM Guadalajara   | 28 - 22 | ARS Palma del Río           | 9 de marzo  | 18:00 |             |
| FC Barcelona Intersport | 31 - 27 | BM V. Aranda Autocares Bayo | 9 de marzo  | 18:00 |             |
| Reale Ademar León       | 23 - 20 | Frigoríficos Morrazo Cangas | 9 de marzo  | 18:00 |             |
| BM Aragón               | 33 - 27 | GlobalCaja Ciudad Encantada | 9 de marzo  | 18:30 | Sportmanía  |
| Cuatro Rayas Valladolid | 32 - 28 | Helvetia Anaitasuna         | 9 de marzo  | 20:30 |             |
| BM Atlético de Madrid   | 33 - 20 | Fertiberia Puerto Sagunto   | 10 de marzo | 17:00 | Teledeporte |

| Fertiberia Puerto Sagunto   | 26 - 33 | Naturhouse La Rioja     | 13 de marzo | 20:15 |             |
| BM V. Aranda Autocares Bayo | 17 - 27 | Reale Ademar León       | 13 de marzo | 20:30 |             |
| GlobalCaja Ciudad Encantada | 21 - 31 | FC Barcelona Intersport | 13 de marzo | 20:30 | Sportmanía  |
| Frigoríficos Morrazo Cangas | 31 - 35 | BM Atlético de Madrid   | 13 de marzo | 20:45 |             |
| Fraikin BM Granollers       | 30 - 25 | Cuatro Rayas Valladolid | 16 de marzo | 18:00 | Teledeporte |
| ARS Palma del Río           | 26 - 29 | Helvetia Anaitasuna     | 16 de marzo | 18:00 |             |
| Academia Octavio            | 29 - 25 | Quabit BM Guadalajara   | 16 de marzo | 18:30 |             |
| BM Huesca                   | 28 - 29 | BM Aragón               | 17 de marzo | 18:30 |             |

| BM Atlético de Madrid   | 32 - 18 | BM V. Aranda Autocares Bayo | 20 de marzo | 20:30 | Sportmanía  |
| Reale Ademar León       | 30 - 29 | GlobalCaja Ciudad Encantada | 20 de marzo | 20:45 |             |
| Naturhouse La Rioja     | 33 - 26 | Frigoríficos Morrazo Cangas | 20 de marzo | 20:45 |             |
| FC Barcelona Intersport | 36 - 26 | BM Huesca                   | 20 de marzo | 21:00 | Teledeporte |
| BM Aragón               | 35 - 32 | Fraikin BM Granollers       | 22 de marzo | 20:45 |             |
| Cuatro Rayas Valladolid | 25 - 22 | ARS Palma del Río           | 23 de marzo | 20:00 |             |
| Quabit BM Guadalajara   | 18 - 22 | Fertiberia Puerto Sagunto   | 24 de marzo | 12:30 |             |
| Helvetia Anaitasuna     | 32 - 23 | Academia Octavio            | 24 de marzo | 12:30 |             |

| Academia Octavio            | 27 - 26 | ARS Palma del Río       | 29 de marzo | 20:45 |             |
| BM Aragón                   | 38 - 36 | Cuatro Rayas Valladolid | 30 de marzo | 18:00 |             |
| BM Huesca                   | 26 - 25 | Reale Ademar León       | 30 de marzo | 18:00 |             |
| Frigoríficos Morrazo Cangas | 26 - 26 | Quabit BM Guadalajara   | 30 de marzo | 18:30 |             |
| GlobalCaja Ciudad Encantada | 26 - 27 | BM Atlético de Madrid   | 30 de marzo | 18:30 | Sportmanía  |
| Fertiberia Puerto Sagunto   | 27 - 28 | Helvetia Anaitasuna     | 30 de marzo | 18:30 |             |
| BM V. Aranda Autocares Bayo | 31 - 24 | Naturhouse La Rioja     | 30 de marzo | 19:00 |             |
| Fraikin BM Granollers       | 22 - 27 | FC Barcelona Intersport | 31 de marzo | 12:30 | Teledeporte |

| ARS Palma del Río       | 24 - 24 | Fertiberia Puerto Sagunto   | 13 de abril | 18:00 |             |
| Quabit BM Guadalajara   | 25 - 31 | BM V. Aranda Autocares Bayo | 13 de abril | 18:00 |             |
| Reale Ademar León       | 25 - 23 | Fraikin BM Granollers       | 13 de abril | 18:30 | Sportmanía  |
| Naturhouse La Rioja     | 30 - 32 | GlobalCaja Ciudad Encantada | 13 de abril | 20:00 |             |
| FC Barcelona Intersport | 42 - 28 | BM Aragón                   | 13 de abril | 20:00 |             |
| Cuatro Rayas Valladolid | 31 - 23 | Academia Octavio            | 13 de abril | 20:30 |             |
| Helvetia Anaitasuna     | 26 - 24 | Frigoríficos Morrazo Cangas | 14 de abril | 12:30 |             |
| BM Atlético de Madrid   | 36 - 31 | BM Huesca                   | 14 de abril | 19:00 | Teledeporte |

| FC Barcelona Intersport     | 35 - 17 | Cuatro Rayas Valladolid | 16 de abril | 20:00 | Barça TV                      |
| Fraikin BM Granollers       | 26 - 25 | BM Atlético de Madrid   | 17 de abril | 21:00 | Teledeporte                   |
| GlobalCaja Ciudad Encantada | 24 - 23 | Quabit BM Guadalajara   | 20 de abril | 17:30 | Televisión Castilla-La Mancha |
| BM Aragón                   | 35 - 34 | Reale Ademar León       | 20 de abril | 18:30 | Sportmanía                    |
| Fertiberia Puerto Sagunto   | 23 - 21 | Academia Octavio        | 20 de abril | 18:30 |                               |
| Frigoríficos Morrazo Cangas | 29 - 25 | ARS Palma del Río       | 20 de abril | 18:30 |                               |
| BM V. Aranda Autocares Bayo | 22 - 28 | Helvetia Anaitasuna     | 20 de abril | 19:00 |                               |
| BM Huesca                   | 27 - 36 | Naturhouse La Rioja     | 20 de abril | 20:15 |                               |

| BM Atlético de Madrid   | 35 - 32 | BM Aragón                   | 24 de abril | 21:00 | Teledeporte |
| Reale Ademar León       | 25 - 30 | FC Barcelona Intersport     | 24 de abril | 21:00 | Sportmanía  |
| Academia Octavio        | 23 - 28 | Frigoríficos Morrazo Cangas | 26 de abril | 20:45 |             |
| ARS Palma del Río       | 29 - 28 | BM V. Aranda Autocares Bayo | 27 de abril | 18:00 |             |
| Naturhouse La Rioja     | 31 - 27 | Fraikin BM Granollers       | 27 de abril | 20:00 |             |
| Helvetia Anaitasuna     | 25 - 24 | GlobalCaja Ciudad Encantada | 27 de abril | 20:00 |             |
| Cuatro Rayas Valladolid | 26 - 20 | Fertiberia Puerto Sagunto   | 27 de abril | 20:30 |             |
| Quabit BM Guadalajara   | 27- 25  | BM Huesca                   | 28 de abril | 12:30 |             |

| Fraikin BM Granollers       | 29 - 25 | Quabit BM Guadalajara     | 10 de mayo | 20:45 |             |
| BM Huesca                   | 29 - 28 | Helvetia Anaitasuna       | 10 de mayo | 21:00 |             |
| Reale Ademar León           | 22 - 22 | Cuatro Rayas Valladolid   | 11 de mayo | 18:00 |             |
| GlobalCaja Ciudad Encantada | 32 - 23 | ARS Palma del Río         | 11 de mayo | 18:30 |             |
| BM Aragón                   | 40 - 33 | Naturhouse La Rioja       | 11 de mayo | 18:30 | Sportmanía  |
| Frigoríficos Morrazo Cangas | 22 - 27 | Fertiberia Puerto Sagunto | 11 de mayo | 18:30 |             |
| FC Barcelona Intersport     | 35 - 26 | BM Atlético de Madrid     | 11 de mayo | 19:00 | Teledeporte |
| BM V. Aranda Autocares Bayo | 27 - 33 | Academia Octavio          | 11 de mayo | 19:00 |             |

| ARS Palma del Río           | 27 - 26 | BM Huesca                   | 17 de mayo | 20:30 |             |
| Fertiberia Puerto Sagunto   | 25 - 20 | BM V. Aranda Autocares Bayo | 18 de mayo | 18:00 | Nou 2       |
| Frigoríficos Morrazo Cangas | 25 - 24 | Cuatro Rayas Valladolid     | 18 de mayo | 18:30 |             |
| Naturhouse La Rioja         | 33 - 31 | FC Barcelona Intersport     | 18 de mayo | 18:30 | Sportmanía  |
| Helvetia Anaitasuna         | 26 - 27 | Fraikin BM Granollers       | 18 de mayo | 20:00 |             |
| Academia Octavio            | 28 - 22 | GlobalCaja Ciudad Encantada | 19 de mayo | 12:30 |             |
| Quabit BM Guadalajara       | 32 - 27 | BM Aragón                   | 19 de mayo | 12:30 |             |
| BM Atlético de Madrid       | 32 - 26 | Reale Ademar León           | 19 de mayo | 19:00 | Teledeporte |

| Reale Ademar León           | 30 - 32 | Naturhouse La Rioja         | 25 de mayo | 18:00 | Sportmanía  |
| Cuatro Rayas Valladolid     | 30 - 25 | BM Atlético de Madrid       | 25 de mayo | 18:00 |             |
| BM Aragón                   | 31 - 29 | Helvetia Anaitasuna         | 25 de mayo | 18:00 |             |
| FC Barcelona Intersport     | 39 - 23 | Quabit BM Guadalajara       | 25 de mayo | 18:00 | Teledeporte |
| Fraikin BM Granollers       | 30 - 22 | ARS Palma del Río           | 25 de mayo | 18:00 |             |
| BM Huesca                   | 30 - 29 | Academia Octavio            | 25 de mayo | 18:00 |             |
| BM V. Aranda Autocares Bayo | 25 - 23 | Frigoríficos Morrazo Cangas | 25 de mayo | 18:00 |             |
| GlobalCaja Ciudad Encantada | 25 - 26 | Fertiberia Puerto Sagunto   | 25 de mayo | 18:00 |             |

## Evolución de la clasificación
| Equipo / Jornada | 01 | 02 | 03 | 04 | 05 | 06 | 07 | 08 | 09 | 10 | 11 | 12 | 13 | 14 | 15 | 16 | 17 | 18 | 19 | 20 | 21 | 22 | 23 | 24 | 25 | 26 | 27 | 28 | 29 | 30 |
| ---------------- | -- | -- | -- | -- | -- | -- | -- | -- | -- | -- | -- | -- | -- | -- | -- | -- | -- | -- | -- | -- | -- | -- | -- | -- | -- | -- | -- | -- | -- | -- |
| Barcelona        | 2  | 1  | 1  | 1  | 1  | 1  | 1  | 1  | 1  | 1  | 1  | 1  | 1  | 1  | 1  | 1  | 1  | 1  | 1  | 1  | 1  | 1  | 1  | 1  | 1  | 1  | 1  | 1  | 1  | 1  |
| Atlético         | 1  | 2  | 4  | 3  | 2  | 2  | 2  | 2  | 2  | 2  | 2  | 2  | 2  | 2  | 2  | 2  | 2  | 2  | 2  | 2  | 2  | 2  | 2  | 2  | 2  | 2  | 2  | 2  | 2  | 2  |
| Naturhouse       | 16 | 6  | 6  | 6  | 6  | 6  | 4  | 3  | 3  | 3  | 3  | 3  | 3  | 3  | 4  | 3  | 4  | 4  | 4  | 4  | 4  | 4  | 4  | 4  | 4  | 4  | 3  | 4  | 3  | 3  |
| Ademar           | 4  | 4  | 2  | 4  | 3  | 4  | 3  | 5  | 4  | 5  | 5  | 5  | 5  | 5  | 3  | 4  | 3  | 3  | 3  | 3  | 3  | 3  | 3  | 3  | 3  | 3  | 4  | 3  | 4  | 4  |
| Aragón           | 7  | 3  | 3  | 2  | 5  | 3  | 5  | 6  | 5  | 6  | 6  | 6  | 6  | 6  | 7  | 6  | 5  | 5  | 5  | 5  | 5  | 5  | 5  | 5  | 5  | 5  | 5  | 5  | 5  | 5  |
| Granollers       | 8  | 11 | 8  | 9  | 10 | 9  | 10 | 8  | 9  | 8  | 8  | 10 | 11 | 10 | 9  | 7  | 7  | 7  | 6  | 6  | 6  | 6  | 6  | 6  | 7  | 7  | 7  | 7  | 6  | 6  |
| Anaitasuna       | 15 | 14 | 14 | 15 | 14 | 15 | 13 | 11 | 10 | 10 | 10 | 9  | 8  | 8  | 6  | 8  | 8  | 9  | 9  | 9  | 9  | 8  | 7  | 7  | 6  | 6  | 6  | 6  | 7  | 7  |
| Huesca           | 6  | 8  | 7  | 7  | 7  | 7  | 6  | 7  | 7  | 9  | 9  | 8  | 10 | 9  | 10 | 10 | 9  | 8  | 8  | 7  | 7  | 7  | 8  | 8  | 8  | 8  | 8  | 8  | 8  | 8  |
| Pto Sagunto      | 12 | 7  | 10 | 13 | 13 | 14 | 16 | 14 | 15 | 13 | 13 | 12 | 9  | 11 | 11 | 9  | 11 | 11 | 11 | 12 | 12 | 12 | 11 | 11 | 11 | 11 | 11 | 10 | 10 | 9  |
| Cuenca           | 3  | 5  | 5  | 5  | 4  | 5  | 7  | 4  | 6  | 4  | 4  | 4  | 4  | 4  | 5  | 5  | 6  | 6  | 7  | 8  | 8  | 9  | 9  | 9  | 9  | 9  | 9  | 9  | 9  | 10 |
| Aranda           | 5  | 9  | 9  | 8  | 8  | 8  | 9  | 10 | 11 | 11 | 11 | 11 | 12 | 12 | 13 | 12 | 10 | 10 | 10 | 10 | 10 | 10 | 10 | 10 | 10 | 10 | 10 | 11 | 11 | 11 |
| Valladolid       | 11 | 16 | 15 | 14 | 15 | 16 | 14 | 12 | 12 | 15 | 16 | 16 | 16 | 16 | 15 | 15 | 15 | 15 | 14 | 13 | 13 | 14 | 12 | 13 | 12 | 12 | 12 | 12 | 13 | 12 |
| Guadalajara      | 13 | 13 | 13 | 10 | 9  | 10 | 8  | 9  | 8  | 7  | 7  | 7  | 7  | 7  | 8  | 11 | 12 | 12 | 12 | 11 | 11 | 11 | 13 | 12 | 13 | 13 | 13 | 13 | 12 | 13 |
| Cangas           | 14 | 10 | 11 | 11 | 12 | 12 | 12 | 15 | 16 | 14 | 15 | 13 | 14 | 14 | 14 | 13 | 13 | 13 | 13 | 14 | 14 | 15 | 15 | 15 | 15 | 14 | 14 | 14 | 14 | 14 |
| Octavio          | 9  | 12 | 12 | 12 | 11 | 11 | 11 | 13 | 13 | 12 | 12 | 14 | 13 | 13 | 12 | 14 | 14 | 14 | 15 | 15 | 15 | 13 | 14 | 14 | 14 | 15 | 15 | 15 | 15 | 15 |
| ARS Palma        | 10 | 15 | 16 | 16 | 16 | 13 | 15 | 16 | 14 | 16 | 14 | 15 | 15 | 15 | 16 | 16 | 16 | 16 | 16 | 16 | 16 | 16 | 16 | 16 | 16 | 16 | 16 | 16 | 16 | 16 |

## Premios y estadísticas

### Siete ideal
Siete ideal escogido por los entrenadores la Liga ASOBAL.
| Posición          | Jugador           | Equipo                  |
| ----------------- | ----------------- | ----------------------- |
| Portero           | Danijel Šarić     | FC Barcelona Intersport |
| Extremo izquierdo | Juanín García     | FC Barcelona Intersport |
| Lateral izquierdo | Siarhei Rutenka   | FC Barcelona Intersport |
| Central           | Joan Cañellas     | BM Atlético de Madrid   |
| Lateral derecho   | Alex Dujshebaev   | BM Aragón               |
| Extremo derecho   | Víctor Tomás      | FC Barcelona Intersport |
| Pivote            | Julen Aguinagalde | BM Atlético de Madrid   |

- Mejor jugador][9]
  -  Julen Aguinagalde, BM Atlético de Madrid

- Mejor defensor
  -  Viran Morros, FC Barcelona Intersport

- Mejor debutante
  -  Gonzalo Porras, Cuatro Rayas Valladolid

- Mejor entrenador
  -  Javier "Jota" González, Naturhouse La Rioja

### Máximos goleadores
| Posición | Jugador                  | Equipo                      | Goles |
| -------- | ------------------------ | --------------------------- | ----- |
| 1°       | Alex Dujshebaev          | BM Aragón                   | 198   |
| 2°       | Enrique Plaza            | BM V. Aranda Autocares Bayo | 179   |
| 3°       | Kiril Lazarov            | BM Atlético de Madrid       | 156   |
| 4°       | Joan Saubich             | BM Huesca                   | 155   |
| 5°       | Ángel Pérez de Inestrosa | GlobalCaja Ciudad Encantada | 153   |
| 6°       | Patrick Eilert           | Cuatro Rayas Valladolid     | 141   |
| 6°       | Jorge Paván              | Naturhouse La Rioja         | 141   |
| 8°       | David García             | Frigoríficos Morrazo Cangas | 139   |
| 9°       | Iker Serrano             | Fertiberia Puerto Sagunto   | 135   |
| 9°       | Pablo Cacheda            | Academia Octavio            | 135   |

### Mejores Porteros
| Posición | Jugador                 | Equipo                      | Paradas | Lanzamientos |
| -------- | ----------------------- | --------------------------- | ------- | ------------ |
| 1°       | Gonzalo Pérez de Vargas | Fraikin BM Granollers       | 408     | 1058         |
| 2°       | Jorge Gómez             | Quabit BM Guadalajara       | 405     | 1199         |
| 3°       | Iñaki Malumbres         | Reale Ademar León           | 302     | 818          |
| 4°       | Jorge Martínez          | Naturhouse La Rioja         | 287     | 838          |
| 5°       | Danijel Šarić           | FC Barcelona Intersport     | 270     | 634          |
| 6°       | Javi Díaz               | BM V. Aranda Autocares Bayo | 267     | 919          |
| 7°       | Jorge García Lloria     | Academia Octavio            | 244     | 915          |
| 8°       | Matías Schulz           | Helvetia Anaitasuna         | 239     | 747          |
| 9°       | Diego Moyano            | GlobalCaja Ciudad Encantada | 232     | 716          |
| 10°      | David Bruixola          | Alser Puerto Sagunto        | 215     | 698          |